# Dundee (Iowa)
Dundee – miasto w Stanach Zjednoczonych, w stanie Iowa, w hrabstwie Delaware. W 2000 liczyło 179 mieszkańców.